# Arida bildningar
Arida bildningar är geologiska avlagringar som har avsatts under torra klimatiska förhållanden, det vill säga i öknar, stäpper och delvis i savanner.
Eftersom den viktigaste förutsättningen för kemisk vittring, vatten med däri löst kolsyra, saknas, blir vittringen inom sådana områden huvudsakligen mekanisk. De på platsen ansamlade produkterna ger grovklastiska sediment, konglomerat, med kantiga och vindslipade brottstycken eller sandstenar genom cementation av vindtransporterat material. Vatten som sugs upp kapillärt från grundvatten eller tillförs från floder, avdunstar och lämnar kvar salter och eventuellt lerslam, som bildar lager av koksalt, gips, soda, borax o. d.